# 着陸灯
着陸灯（ちゃくりくとう）は、航空機に取り付けられた、離陸および着陸時に地表や滑走路を照らし、他機との衝突やバードストライクを避けるために用いられるライトである。

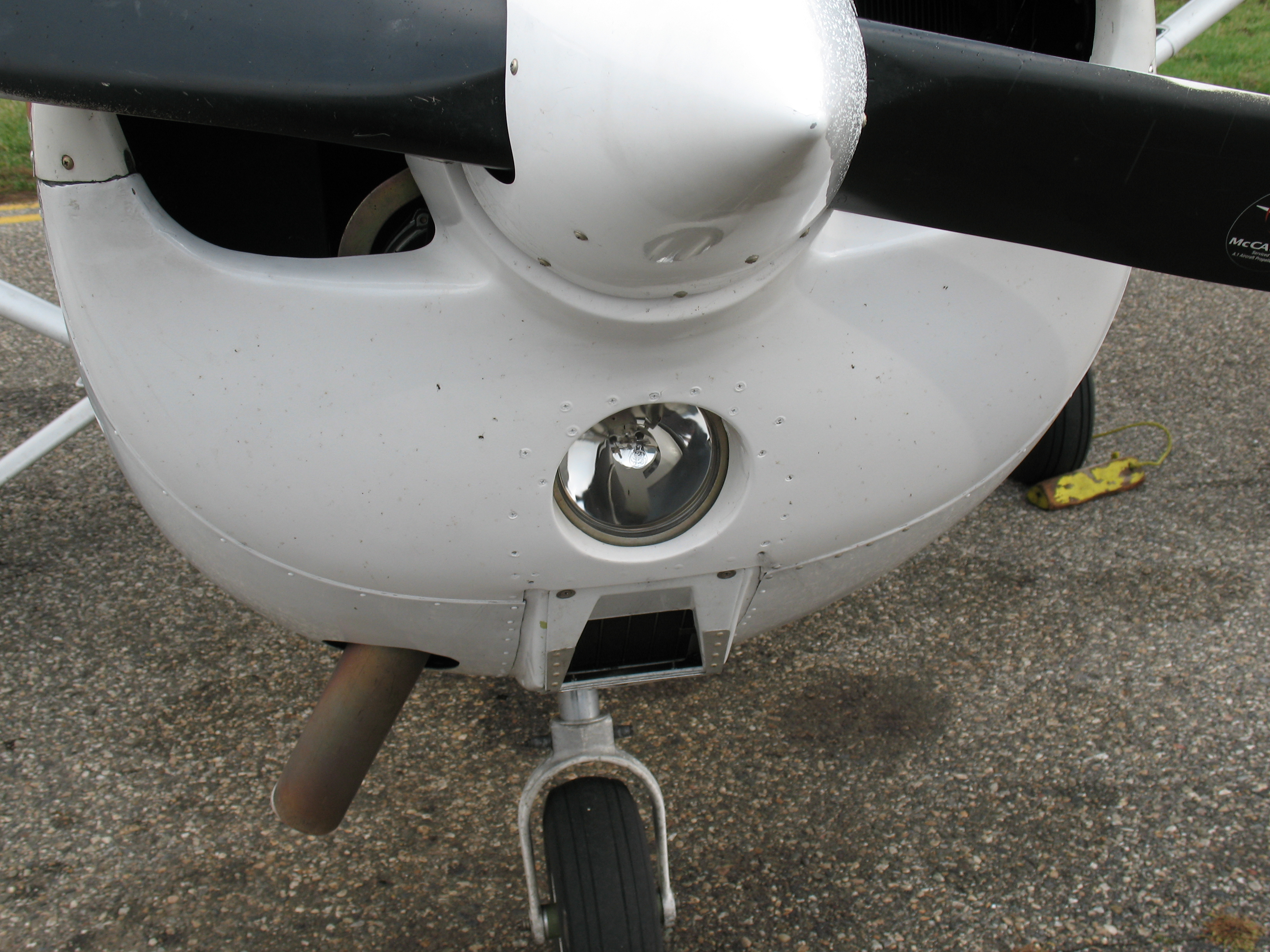
セスナ 172N の着陸灯

## 概要

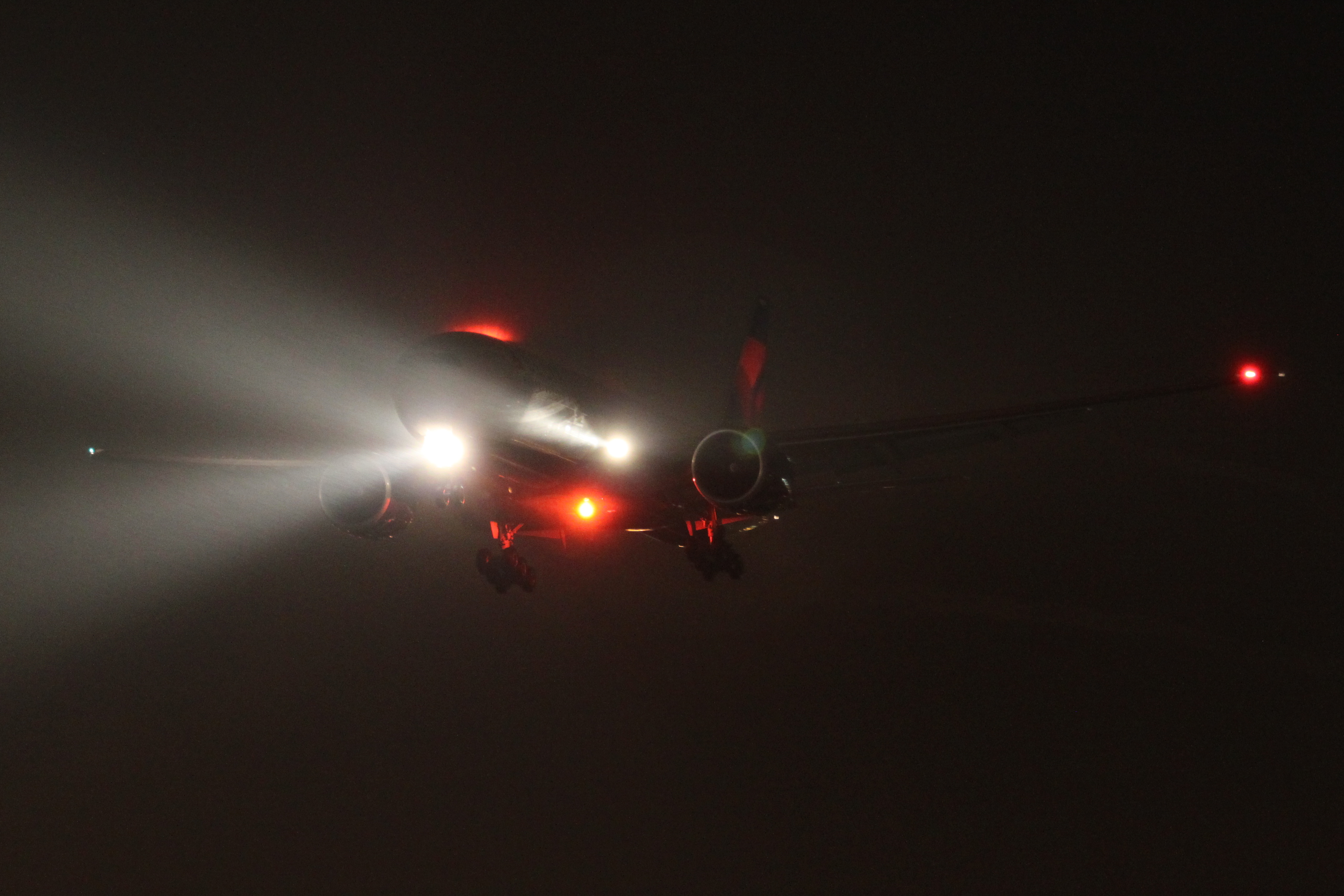
ボーイング 777 の着陸灯、航行灯、アンチコリジョンライト

夜間飛行が許可されているほとんどの現在の航空機は着陸灯を装備している。着陸灯はおおむね高い強度を持っている。大型機の着陸灯は100マイル先も容易に照らすことができる。
着陸灯設計における鍵は、強度、信頼性、重量および電力消費量である。理想的な着陸灯は、とても強度が高く電力をほとんど消費せず、軽く遠くまで照射できるものである。